# Bürgeraktion Hildesheim
Die Bürgeraktion Hildesheim (BAH) war eine unabhängige Wählergemeinschaft, die ihre kommunalpolitisch ausgerichtete Arbeit auf das Gebiet von Stadt und Landkreis Hildesheim beschränkte (so genannte Rathauspartei). Sie war dem bürgerlich-konservativen Spektrum zuzuordnen.
Während die BAH bei den Wahlen zum Rat der Stadt Hildesheim sowie den Hildesheimer Ortsräten mit eigenen Kandidatenlisten antrat, beteiligten sich ihre Mitglieder an den Wahlen zum Kreistag des Landkreises Hildesheim auf den Kandidatenlisten der Unabhängigen im Landkreis Hildesheim, eines Dachverbandes für freie Wählergruppen.

## Geschichte
Die BAH wurde 1985 gegründet. Treibende Kraft war der freie Journalist und Autor Hans Freter (1935–2011), der auch viele Jahre als Vorsitzender amtierte.
1986 zog die BAH auf Anhieb mit drei Sitzen in den Rat der Stadt Hildesheim ein. Dadurch, dass sie CDU-geführten Bündnissen beitrat, war sie immer wieder an der Mehrheitsbildung im Rat beteiligt. Das nach der Kommunalwahl 2001 geschlossene Bündnis aus CDU, BAH und FDP zerbrach allerdings vor dem Hintergrund der so genannten „Pecunia-non-olet-Affäre“ des umstrittenen Hildesheimer Oberbürgermeisters Kurt Machens.
2006 kam es innerhalb der BAH zum Streit, als sich die Gruppierung und das 2005 neu gegründete Bündnis für Hildesheim, das ebenso wie die BAH die Politik des inzwischen hauptamtlich tätigen Oberbürgermeisters Machens unterstützt, nicht auf den Namen für eine gemeinsame Kandidatenliste zur Kommunalwahl 2006 einigen konnten. Das Vorhaben scheiterte, und Parteigründer Freter verließ gemeinsam mit mehreren anderen Mitgliedern die BAH, um sich dem Bündnis für Hildesheim anzuschließen.
Bei der Kommunalwahl am 10. September 2006 errang die BAH mit 3,6 Prozent der Stimmen erneut einen Sitz im Rat der Stadt Hildesheim (Ratsherr Franz Lehne).
Nach 2006 trat die BAH nicht erneut bei Kommunalwahlen an. Inzwischen ist sie aus der Hildesheimer Kommunalpolitik verschwunden, ihre frühere Homepage ist nicht mehr erreichbar.

## Ergebnisse bei Kommunalwahlen
- 1986:
- 1991: 5,4 Prozent
- 1996: 5,4 Prozent
- 2001: 3,4 Prozent
- 2006: 3,6 Prozent